# Иссандон
Иссандо́н (фр. Yssandon, окс. Eissandon) — коммуна во Франции, находится в регионе Лимузен. Департамент — Коррез. Входит в состав кантона Эйан. Округ коммуны — Брив-ла-Гайард.
Код INSEE коммуны — 19289.
Коммуна расположена приблизительно в 420 км к югу от Парижа, в 75 км южнее Лиможа, в 32 км к западу от Тюля.

## Население
Население коммуны на 2008 год составляло 615 человек.
| 1962 | 1968 | 1975 | 1982 | 1990 | 1999 | 2008 |
| ---- | ---- | ---- | ---- | ---- | ---- | ---- |
| 666  | 600  | 560  | 571  | 608  | 599  | 615  |

## Экономика

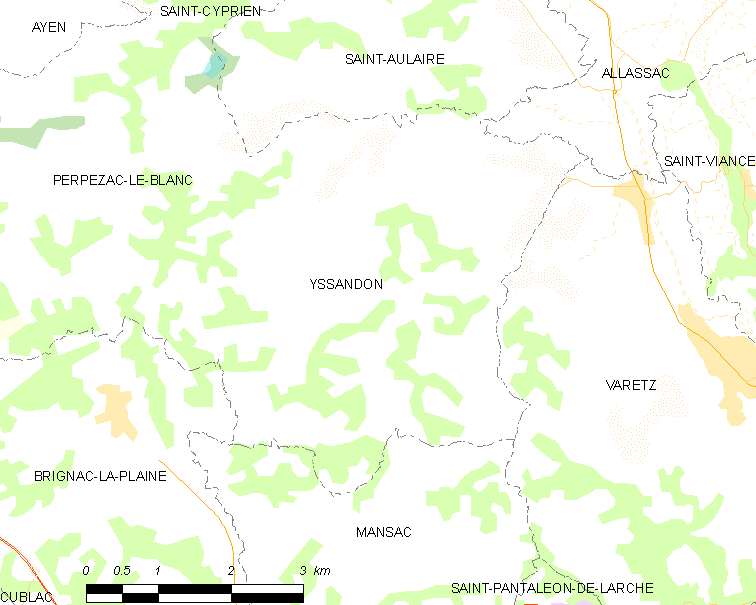
Карта коммуны

В 2007 году среди 391 человека в трудоспособном возрасте (15-64 лет) 301 были экономически активными, 90 — неактивными (показатель активности — 77,0 %, в 1999 году было 68,1 %). Из 301 активных работали 290 человек (159 мужчин и 131 женщина), безработных было 11 (4 мужчины и 7 женщин). Среди 90 неактивных 22 человека были учениками или студентами, 40 — пенсионерами, 28 были неактивными по другим причинам.

## Достопримечательности
- Руины средневековой башни Пюи-д’Иссандон. Памятник истории с 1963 года[3]
- Церковь Сент-Ипполит (XII век). Памятник истории с 1963 года[4]